# Sabchat Ndaghamsza
Sabchat Ndaghamsza albo Sabchat Tindaghamisza (fr. Sebkha de Ndrhamcha, Sebkhet Te-n-Dghamcha) – solnisko w zachodniej Mauretanii, na skraju Sahary w sąsiedztwie wybrzeży Atlantyku. 